# Durant (Oklahoma)
Durant is een plaats (city) in de Amerikaanse staat Oklahoma, en valt bestuurlijk gezien onder Bryan County.
In Durant staat de Southeastern Oklahoma State University waar vijf studenten elkaar in 1962 ontmoeten en samen een band vormden die enkele jaren later uitgroeide tot de band Five Americans, onder meer bekend van het nummer Western Union.

## Demografie
Bij de volkstelling in 2000 werd het aantal inwoners vastgesteld op 13.549.
In 2006 is het aantal inwoners door het United States Census Bureau geschat op 15.050, een stijging van 1501 (11.1%).

## Geografie
Volgens het United States Census Bureau beslaat de plaats een oppervlakte van
49,4 km², waarvan 49,3 km² land en 0,1 km² water.

## Plaatsen in de nabije omgeving
De onderstaande figuur toont nabijgelegen plaatsen in een straal van 20 km rond Durant.